# Martigné-sur-Mayenne
Martigné-sur-Mayenne is een gemeente in het Franse departement Mayenne (regio Pays de la Loire). De plaats maakt deel uit van het arrondissement Mayenne. Martigné-sur-Mayenne telde op 1 januari 2022 1.884 inwoners.

## Geografie
De oppervlakte van Martigné-sur-Mayenne bedroeg op 1 januari 2022 31,61 vierkante kilometer; de bevolkingsdichtheid was toen 59,6 inwoners per km².

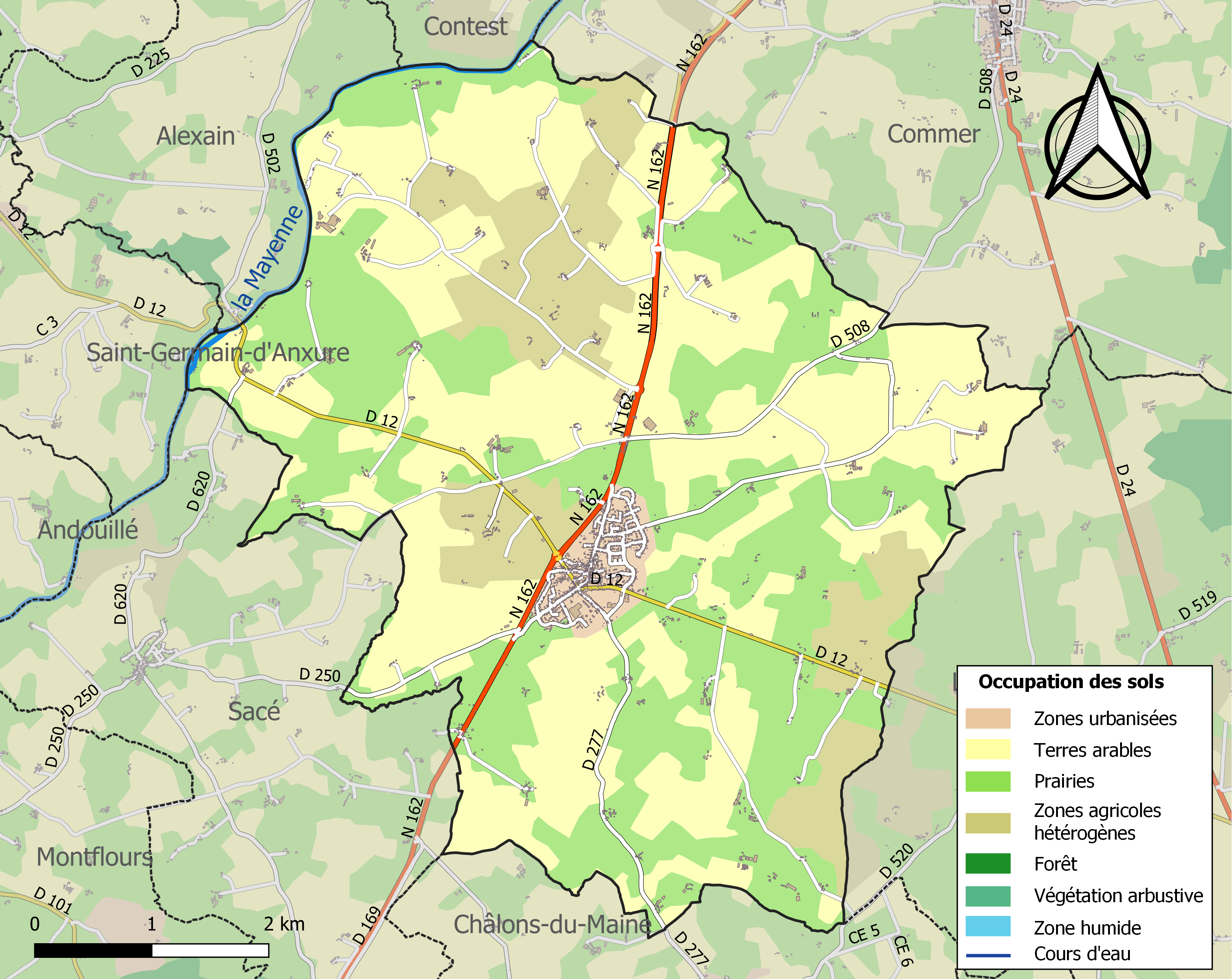
Kaart van de gemeente met de belangrijkste infrastructuur, bodemgebruik en omliggende gemeenten

## Demografie
Onderstaande figuur toont het verloop van het inwonertal (bron: INSEE-tellingen).